# Sigara johnstoni
Sigara johnstoni är en insektsart som beskrevs av Hungerford 1948. Sigara johnstoni ingår i släktet Sigara och familjen buksimmare. Inga underarter finns listade i Catalogue of Life.